# The Illusion of Progress
The Illusion of Progress es el sexto álbum de estudio de la banda de rock estadounidense Staind. El disco fue grabado en el estudio de Aaron Lewis, vocalista de la banda, y en él se presenta la alineación original de la banda incluidos Mike Mushok (guitarrista), Jon Wysocki (batería y percusión) y Johnny April (bajo y voces).

## Lista de canciones
1. "This Is It" - 3:43
2. "The Way I Am" - 4:18
3. "Believe  - 4:17
4. "Save Me" - 4:52
5. "All I Want" - 3:30
6. "Pardon Me" - 5:02
7. "Lost Along the Way" - 4:20
8. "Break Away" - 4:10
9. "Tangled Up in You" - 4:35
10. "Raining Again" - 3:53
11. "Rainy Day Parade" - 4:17
12. "The Corner" - 5:17
13. "Nothing Left to Say" - 4:40

## Pistas adicionales
1. It's Been Awhile (Versión acústica en el Hiro Ballroom)" [Edición limitada] - 4:49
2. "Devil (Versión acústica en el Hiro Ballroom)" [Edición limitada] - 5:18
3. "Schizophrenic Conversations (Versión acústica en el Hiro Ballroom)" [Edición limitada] - 4:46
4. "The Truth" [Edición japonesa +  Edición de lujo de iTunes] - 4:42
5. "Something Like Me" [Edición japonesa + Pre orden de la edición de lujo de iTunes][1] - 4:52

## Posición en las listas
| Lista                                         | Posición |
| --------------------------------------------- | -------- |
| Billboard 200                                 | 3        |
| Lista de Álbumes Top Rock Alternativo/Moderno | 2        |
| Lista de Álbumes en Internet                  | 1        |
| Lista de Álbumes Top Digitales                | 1        |
| Canadá                                        | 16       |
| Lista de Álbumes UK                           | 73       |